# La notte non fa più paura
La notte non fa più paura è un film del 2016 diretto da Marco Cassini. 
È un'opera di fantasia ambientata nel contesto reale del Terremoto dell'Emilia del 2012. Il regista Cassini è alla sua opera prima.

## Trama
Giulio è un giovane operaio calabrese trasferitosi da poco in Emilia con sua moglie Arianna e sua figlia in età scolare. Nella fabbrica in cui lavora fa amicizia con il suo collega Leonardo, emiliano. Le cose vanno avanti con difficoltà: la fabbrica non ha i soldi per pagare gli straordinari e Leonardo aiuta Giulio anche economicamente, mentre Franco, un altro collega, ha dei pregiudizi contro Giulio per la sua provenienza meridionale.
Una notte giunge la prima forte scossa di terremoto, fortunatamente senza vittime (almeno tra i personaggi del film). Nella fabbrica gli operai e il proprietario discutono animatamente se sia il caso di continuare il lavoro: la maggioranza, forte anche della sicurezza che i capannoni siano costruiti a norma, si esprime per il sì, inclusi Giulio e Leonardo, ma contro il parere rispettivamente della moglie e del padre.
 E poco dopo, durante una giornata di lavoro, giunge la seconda, fatale scossa di terremoto che fa crollare il capannone, e Giulio perde la vita intrappolato tra le macerie. Leonardo, suo padre e Franco, tra gli altri, perdono la casa e vengono ospitati in una tendopoli: Serena, fidanzata di Leonardo, lo informa che nel supermercato dove lavora cercano del personale, ma Leonardo rinuncia all'opportunità in favore di Arianna, vedova di Giulio.
Anni dopo, la figlia di Giulio e Arianna, ormai adulta, è diventata imprenditrice: nel finale la sentiamo accordarsi con un ingegnere per l'edificazione di costruzioni ecosostenibili che rispettino tutte le misure di sicurezza antisismiche.

## Riconoscimenti
L'opera ha partecipato nel maggio 2016 al Valdarno Cinema Fedic vincendo il "Dragoleone" d'oro della "Banca del Valdarno".
Nel luglio dello stesso anno partecipa al Social World Film Festival di Vico Equense ricevendo i seguenti premi:
- Menzione della Giuria di Qualità
- Premio Migliore Lungometraggio Giuria Giovani
- Premio Migliore Sceneggiatura

La pellicola ha avuto anche una candidatura al Napoli Cultural Classic e partecipa fuori concorso alla Festa del Cinema di Roma. Dopo essere trasmessa da Sky Cinema nel maggio 2017 ha ricevuto una "Segnalazione speciale" in occasione dei Nastri d'argento ed è stato selezionato per il David di Donatello..